# Дорфмайстер, Йозеф
Йозеф Дорфмайстер (нем. Joseph Dorffmeister; 16 марта 1764[…], Шопрон — 1806, Ливорно, Тоскана) — австрийский художник-портретист и архитектурный художник.

## Биография
Сын художника Стефана Дорфмайстера и племянник барочного скульптора Иоганна Дорфмайстера. Родился в 1764 году в Эденбурге (совр. Шопрон).
В 1789—1794 годах учился в Венской академии художеств. В дальнейшем работал в Генуе и Тоскане.
Из работ Дорфмайстера наиболее известны парные портреты Фердинанда III, великого герцога Тосканского и его супруги, Луизы-Марии Бурбон-Сицилийской, которые сегодня хранятся в собрании Музея истории искусств в Вене. В этих портретах художник, в духе Рослина, а также своих современников — итальянских портретистов Дж. Бальдриги, Д. Муцци и П. М. Феррари выказывает большое мастерство в передаче мельчайших деталей, разнообразных фактур драгоценных тканей, изображении аксессуаров и наград.
Скончался Дорфмайстер в 1806 году в Ливорно.

## Галерея

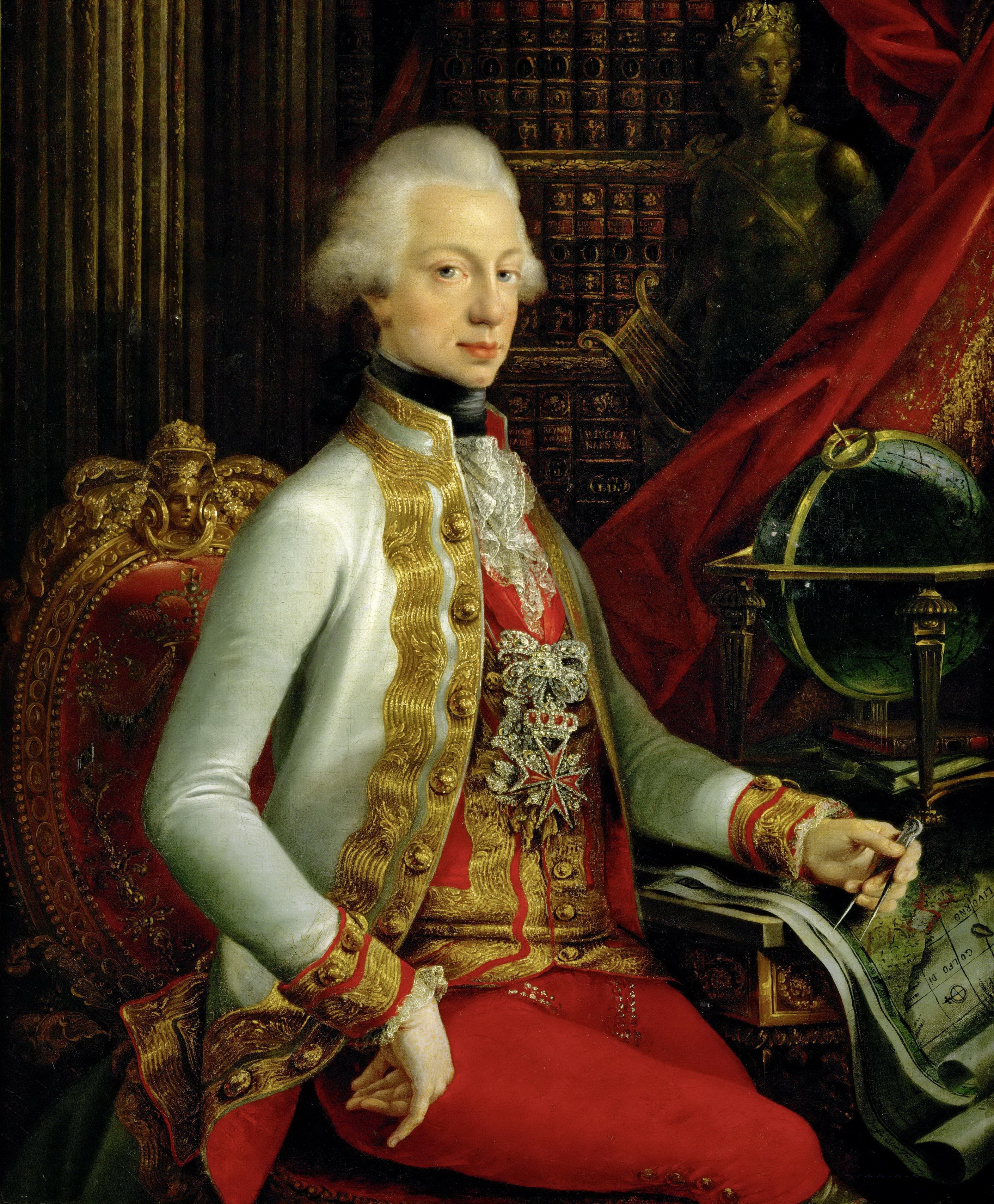
Портрет Фердинанда III, великого герцога Тосканского.
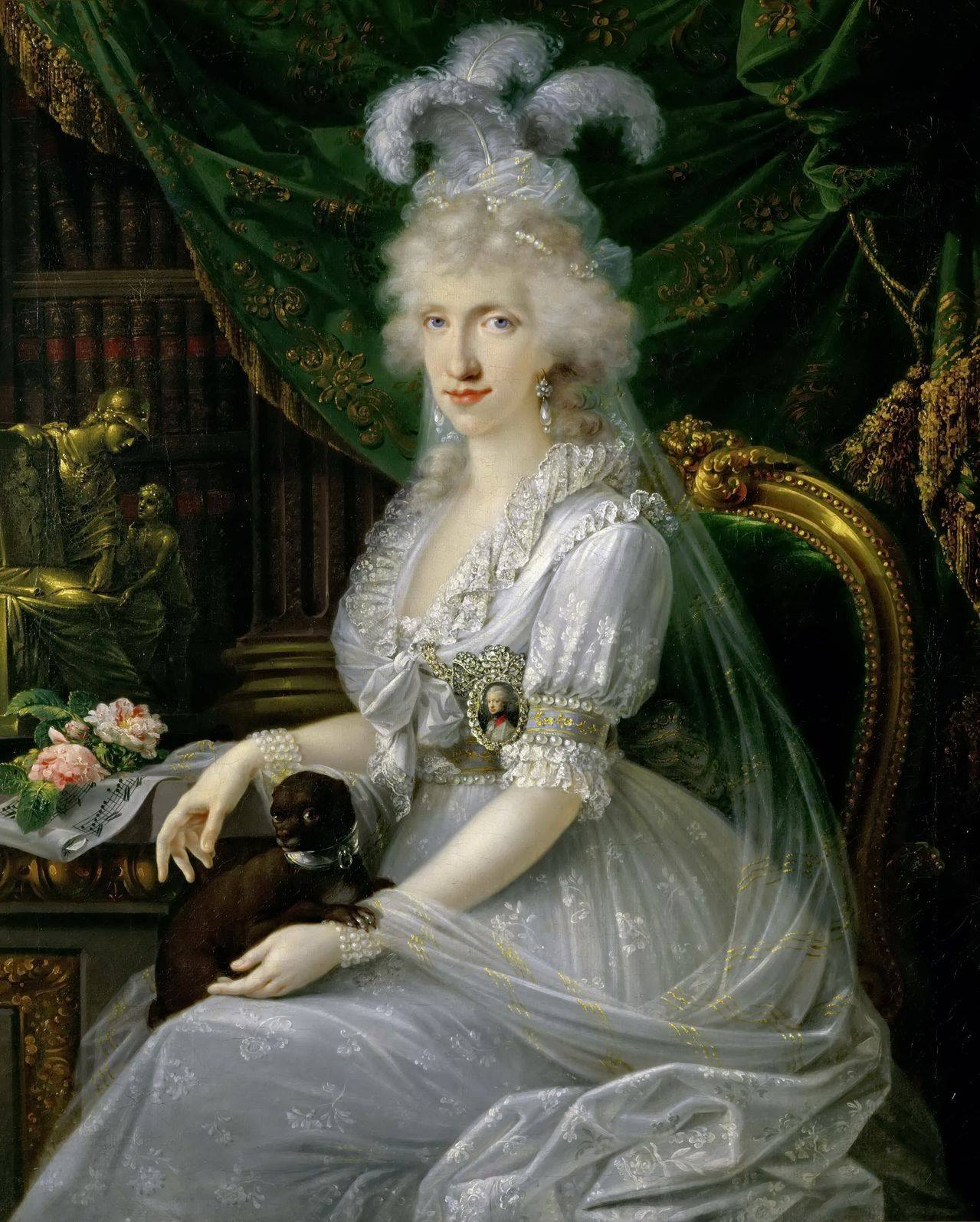
Портрет Луизы-Марии Бурбон-Сицилийской, великой герцогини Тосканской